# Xibazha
Xibazha (kinesiska: 西把栅, 西把栅乡) är en socken i Kina. Den ligger i den autonoma regionen Inre Mongoliet, i den norra delen av landet, nära eller i regionhuvudstaden Hohhot. Antalet invånare är 58815. Befolkningen består av 27 009 kvinnor och 31 806 män. Barn under 15 år utgör 17,0 %, vuxna 15-64 år 78 %, och äldre över 65 år 4,0 %.
Genomsnittlig årsnederbörd är 602 millimeter. Den regnigaste månaden är juli, med i genomsnitt 185 mm nederbörd, och den torraste är januari, med 3 mm nederbörd.